# Santa Reparata di Balagna
Santa Reparata di Balagna (in francese Santa-Reparata-di-Balagna, in corso Santa Riparata di Balagna) è un comune francese di 1 006 abitanti situato nel dipartimento dell'Alta Corsica nella regione della Corsica.

## Geografia fisica
Al comune appartiene una parte del lago di Codoli, formato dal fiume Regino.
Oltre al capoluogo il comune comprende i seguenti centri abitati: Occiglioni, Palmento, Poggio, Alzia, San Bernardinu e Palazzi.

## Monumenti e luoghi d'interesse
- Chiesa di Santa Reparata

## Società

### Evoluzione demografica
Abitanti censiti

## Cultura

### Media

#### Televisione
A Santa Reparata di Balagna ha sede dal 2006 Télé Paese, prima televisione locale della Corsica.